# Leni Arnold
Leni Arnold (* 1937 in Nordhausen als Leni Henneberg) ist eine deutsche Archivarin und leitete das Universitätsarchiv der Friedrich-Schiller-Universität Jena.

## Leben
Leni Arnolds Familie stammt aus Krimderode in Nordthüringen. 1967 promovierte sie in Halle an der Saale und war später Leiterin des Universitätsarchivs in Jena. Arnold publiziert zur Geschichte von Stadt und Landkreis Nordhausen.

## Werke
- Wiederaufbau der zerstörten Stadt Nordhausen. Wunsch und Wirklichkeit in den Nachkriegsjahren, in: Beiträge zur Geschichte aus Stadt und Kreis Nordhausen (Band 41/2016).
- Behelfsheimbau in Nordhausen für Wohnen im „totalen Krieg“ 1943/45, in: Beiträge zur Geschichte aus Stadt und Kreis Nordhausen (Band 38/2013).
- Krimderode 1946 bis 1950; eine Chronik der letzten Jahre vor der Eingemeindung, in: Beiträge zur Geschichte aus Stadt und Kreis Nordhausen (Band 35/2010).
- Die Eingemeindungspolitik der Stadt Nordhausen in der ersten Hälfte des 20. Jahrhunderts in der Überlieferung des Stadtarchivs Nordhausen, in: Beiträge zur Geschichte aus Stadt und Kreis Nordhausen (Band 33/2008).
- als Mitautorin: Chronik der Stadt Nordhausen: 1802 bis 1989. Horb am Neckar: Geiger, 2003. ISBN 3-89570-883-6.
- Aus der Geschichte der Jenaer Universität. Friedrich-Schiller-Univ., Jena 1985.
- Die Haltung des westdeutschen Imperialismus zu den Konferenzen der asiatischen und afrikanischen Staaten von 1955 bis 1965 im Spiegel der westdeutschen Presse. Dissertation, Halle 1967.

| Personendaten    | Personendaten                 |
| ---------------- | ----------------------------- |
| NAME             | Arnold, Leni                  |
| ALTERNATIVNAMEN  | Henneberg, Leni (Geburtsname) |
| KURZBESCHREIBUNG | deutsche Archivarin           |
| GEBURTSDATUM     | 1937                          |
| GEBURTSORT       | Nordhausen                    |